# Пальм, Иоганн Филипп
Иоганн Филипп Пальм (нем. Johann Philipp Palm; 18 декабря 1766, Шорндорф, Герцогство Вюртемберг — 26 августа 1806, Браунау-ам-Инн, Верхняя Австрия) — германский книготорговец и издатель из Нюрнберга. В своём издательстве опубликовал направленный против Наполеона памфлет «Германия в глубоком унижении своём» («Deutschland in seiner tiefen Erniedrigung»), за который был приговорён к смертной казни.

## Биография
Родился в семье хирурга. Рос в Эрлангене, где работал в книжном магазине своего дяди. Пройдя обучение, стал помощником в книжном магазине в Нюрнберге, впоследствии женился и стал владельцем этого магазина. 
После занятия Нюрнберга французскими войсками в марте 1806 года издал в июле 144-страничную книгу «Deutschland in seiner tiefen Erniedrigung», в которой критиковались французы с союзниками, а народ призывался к борьбе с оккупантами. В Аугсбурге, куда она была переслана, эта работа попала в руки французских офицеров, которые на рубеже июля и августа устроили на Пальма охоту в Нюрнберге, однако тот тогда находился у дяди в Эрлангене. Несмотря на предупреждения, он тайно вернулся в Нюрнберг. 14 августа был вместе со своим адвокатом доставлен к французскому главнокомандующему, 22 августа переведён под арест в занятый французами Браунау-ам-Инн. 
25 августа был приговорён к расстрелу (Наполеон подписал приказ об этом ещё 5 августа — за распространение заведомо оскорбительных для Франции книг) и расстрелян на следующий день (несмотря на то, что Пальм был гражданином свободного имперского города Нюрнберга), причём убить его солдаты смогли только после третьей попытки. До последних секунд жизни не признал за собой никакой вины и так не раскрыл настоящих авторов памфлета (главным автором считается физик барон Юлиус Конрад фон Иелин — Julius Konrad von Yelin).
Его казнь вызвала большой резонанс в германском обществе, а фигура Пальма стала одним из символов борьбы против режима Наполеона в германских землях. В 1866 году в Браунау воздвигнут бронзовый памятник Пальму по модели Кнолля. Изданная им работа была переиздана в 1877 году.

## Источник
Пальм, Иоганн-Филипп // Энциклопедический словарь Брокгауза и Ефрона : в 86 т. (82 т. и 4 доп.). — СПб., 1890—1907.